# Syllepte zophosticta
Syllepte zophosticta là một loài bướm đêm trong họ Crambidae.